# Benátky (Hradec Králové-i járás)
Benátky település Csehországban, a Hradec Králové-i járásban. Benátky Vrchovnice, Čistěves, Hněvčeves, Hořiněves, Máslojedy, Sovětice és Cerekvice nad Bystřicí településekkel határos. Lakosainak száma 122 fő (2024. január 1.).

## Népesség
A település lakosságának változását az alábbi diagram mutatja:
| Lakosok száma | 262  | 289  | 276  | 172  | 118  | 109  | 113  | 123  | 120  | 122  |
|               | 1869 | 1900 | 1921 | 1961 | 1980 | 2011 | 2016 | 2019 | 2021 | 2024 |